# Stelgidopteryx
Stelgidopteryx (ruwvleugelzwaluwen) is een geslacht van zangvogels uit de familie zwaluwen (Hirundinidae).

## Soorten
Het geslacht kent de volgende soorten:
- Stelgidopteryx ruficollis  – Zuid-Amerikaanse ruwvleugelzwaluw
- Stelgidopteryx serripennis  – Noord-Amerikaanse ruwvleugelzwaluw